# Calyampudi Radhakrishna Rao
Calyampudi Radhakrishna Rao (Hoovina Hadagalli, 10 settembre 1920 – Buffalo, 22 agosto 2023) è stato uno statistico e matematico indiano.

## Biografia
Conseguì una laurea in matematica presso l'Università di Andhra nel 1940 e una laurea in statistica presso l'Università di Calcutta nel 1943.
Rao lavorò dal 1949 presso l'Indian Statistical Institute, dove ha svolto anche incarichi di responsabilità, e presso il museo antropologico dell'Università di Cambridge per poi conseguire nel 1948 il Ph.D. al King's College sotto la guida di Ronald Fisher e nel 1965 un Sc.D. (Doctor of Science) sempre a Cambridge. Dal 1964 diresse a lungo la Research and Training School. Insegnò successivamente alla University of Pittsburg (1979-88) e dal 1988 fu Eberly Professor di statistica presso la Pennsylvania State University. Fu presidente dell'International Statistical Institute, dell'Institute of Mathematical Statistics e dell'International Biometric Society.
I suoi contributi più noti sono la Disuguaglianza di Cramér-Rao e il teorema di Rao-Blackwell (dimostrato da lui nel 1945), entrambi relativi alla teoria degli stimatori, in particolare alla loro qualità.
Altri ambiti di ricerca sono stati l'analisi multivariata, la geometria differenziale e la teoria della stima.
È scomparso il 22 agosto 2023 a Buffalo pochi giorni prima di compiere 103 anni.

## Opere
C. R. Rao è (co)autore di oltre 470 articoli scientifici e 15 volumi monografici. Inoltre è stato per molti anni editor dell'Handbook of Statistics.
Tra le principali monografie:
- Advanced statistical methods in biometric research, New York, John Wiley; London, Chapman & Hall, 1952
- Advancements in Bayesian methods and implementations, Amsterdam, North-Holland, 2022, Coll. Handbook of statistics, ISBN 9780323952682
- Computers and the future of human society, Calcutta, Statistical publishing society, 1969
- Estimation of variance components and applications (in collab. con J. Kleffe), Amsterdam etc., North-Holland, 1988, ISBN 0444700234
- Formulae and tables for statistical work (in collab. con A. Matthai, S.K. Mitra, B. Ramamurthy), Calcutta, Statistical publishing society, 1966
- Generalized inverse of matrices and its applications (in collaborazione con S. K. Mitra), New York, John Wiley & Sons, 1971, ISBN 0471708216
- Linear models: least squares and alternatives (in collab. con Helge Toutenburg), New York etc., Springer, 1995, ISBN 0387945628
- Linear Statistical Inference and Its Applications, New York etc., Wiley, 1965
- Selected papers, 3 voll., Calcutta, Indian statistical institute, 1989-1995

## Riconoscimenti

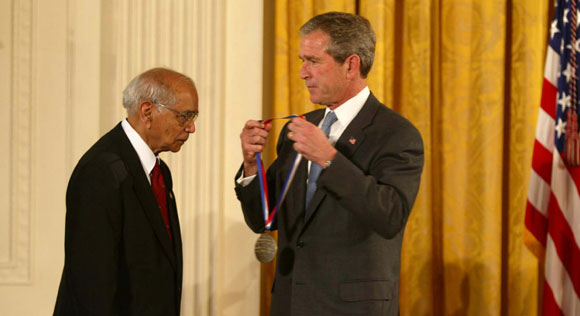
C. R. Rao mentre riceve la National Medal of Science (2001) dal presidente George W. Bush

- Ha ricevuto i dottorati onorari da molte università: Andhra (1967), Leningrado (1970), Delhi (1973), Atene (1976), Ohio (1979), San Marcos (Perù, 1982), Tampere (1985) e altre; è membro della National Academy of Sciences, USA, della Royal Society e Fellow del King's College di Cambridge[1].
- Nel 1989 gli è stato assegnato il Premio Samuel S. Wilks.
- Nel 2001 gli è stata assegnata la National Medal of Science.

- International Prize in Statistics (2023)[7]